# Антитела (фильм, 2005)
«Антитела» (нем. Antikörper) — драматический триллер, снятый режиссёром Кристианом Альвартом по собственному сценарию. Премьера в России состоялась 6 апреля 2006 года.

## Сюжет
Несколько лет кровавые преступления Габриеля Энгеля повергали в ужас жителей всей Германии. Его жертвами стало более дюжины мальчиков-подростков. Но вот маньяк схвачен, вина его доказана, и вся страна вздохнула с облегчением. Только Михаэль Мартенс, начальник полиции маленького городка, не уверен в том, что кошмар окончен. Не так давно в его городе произошла трагедия: год назад была убита девочка, подруга его сына Кристиана, «трудного» подростка, с которым Михаэлю не всегда легко найти взаимопонимание. Федеральные власти утверждают, что она стала одной из жертв Энгеля, но сам Энгель отрицает, что совершал это преступление.
Подкупив стражу и достав яд, Энгель принимает его и умирает за считанные часы. Перед смертью он рассказывает Михаэлю, что в поисках очередной жертвы год назад приехал в город Михаэля и присматривался к Кристиану, собираясь убить его. Однако он стал свидетелем того, как сам Кристиан, поссорившись с девушкой, жестоко убил её ножом. Энгель умирает. Михаэль, в шоке от услышанного, идёт на охоту с Кристианом и собирается убить его там, однако удерживается от этого шага. Следователь, которому удалось найти дневник Энгеля, на вертолёте приземляется прямо в лесу, чтобы рассказать о том, что убийцей был всё-таки Энгель, который решил обманом заставить Михаэля убить Кристиана, продолжив серию убийств и после смерти самого Энгеля.

## В ролях
| Актёр               | Роль             |
| ------------------- | ---------------- |
| Андре Хеннике       | Габриэль Энгель  |
| Вотан Вильке Мёринг | Михаэль Мартенс  |
| Хайнц Хёниг         | комиссар Зайлер  |
| Хауке Дикамп        | Кристиан Мартенс |
| Норман Ридус        | Офицер Шмиц      |